# Serranus heterurus
Serranus heterurus és una espècie de peix de la família dels serrànids i de l'ordre dels cipriniformes que es troba a l'Àfrica Occidental.